# Swanton (gmina w Vermont)
Swanton – gmina (town) w Stanach Zjednoczonych, w stanie Vermont, w hrabstwie Franklin. W jej granicach znajduje się wieś Swanton.